# BK유닉스
BK유닉스는 소비에트 일렉트로니카 BK 개인용 컴퓨터를 위한 운영 체제이다. LSX 커널 (유닉스 V6 버전)에 기초하였으며 GNU 일반 공중 사용 허가서 아래 라이선스화되었다. 세르게이 바쿨렌코와 레오니드 브로우키스가 개발하였다. BK-0010과 BK-0011M은 다른 커널 컴파일러를 요구하지만 나머지 부분은 동일하다. 그 시스템은 동시에 세 개의 작업을 지원하며 세 개의 파일 시스템에 마운팅을 허가한다.